# Спурий Вергиний Трикост Целимонтан
Спурий Вергиний Трикост Целимонтан (на латински: Spurius Verginius Tricostus Caeliomontanus) e политик на Римската република.
Произлиза от патрицианската фамилия Вергинии. Син е на Авъл Вергиний Трикост Целимонтан (консул 494 пр.н.е.), брат на Авъл Вергиний Трикост Целимонтан (консул 469 пр.н.е.) и вероятно баща на Тит Вергиний Трикост Целимонтан (консул 448 пр.н.е.) (по други източници Тит е син на Авъл Вергиний Трикост Целимонтан).
През 456 пр.н.е. той е избран за консул с колега Марк Валерий Максим Лактука. Подготвят закона Lex Terentilia.